# Марти, Юлий Юльевич
Юлий Оскар Матвей Юльевич Марти (2 ноября 1874, Гродно — 1 апреля 1959, Керчь, Крымская область) — русский и советский археолог, директор Керченского музея древностей.

## Биография
Юлий Марти родился 2 ноября 1874 года в городе Гродно в семье педагога немецкого происхождения, статского советника Юлия Ивановича и Августы Эмильевны. Отец — преподаватель гродненской гимназии, привил сыну интерес к древним языкам. Поступил на филологический факультет Петербургского историко-филологического института. В ходе посещений Эрмитажа познакомился с культурой античности, в том числе с керченскими древностями. Помимо греческого и латыни, Марти владел немецким, французским и русским языками. После окончания института в 1897 году направлен в Керчь на вакансию гимназического преподавателя, где в течение 23 лет преподавал древние языки в Керченской мужской гимназии. В. В. Шкорпил исполнял обязанности директора на время отпуска П.С. Яблонского.Был директором Керченского музея древностей  в 1901—1918 годах. Здесь Ю. Ю. Марти серьёзно увлёкся историей Боспора и керченскими древностями. Посещал Афины, бывал в ведущих европейских музеях.

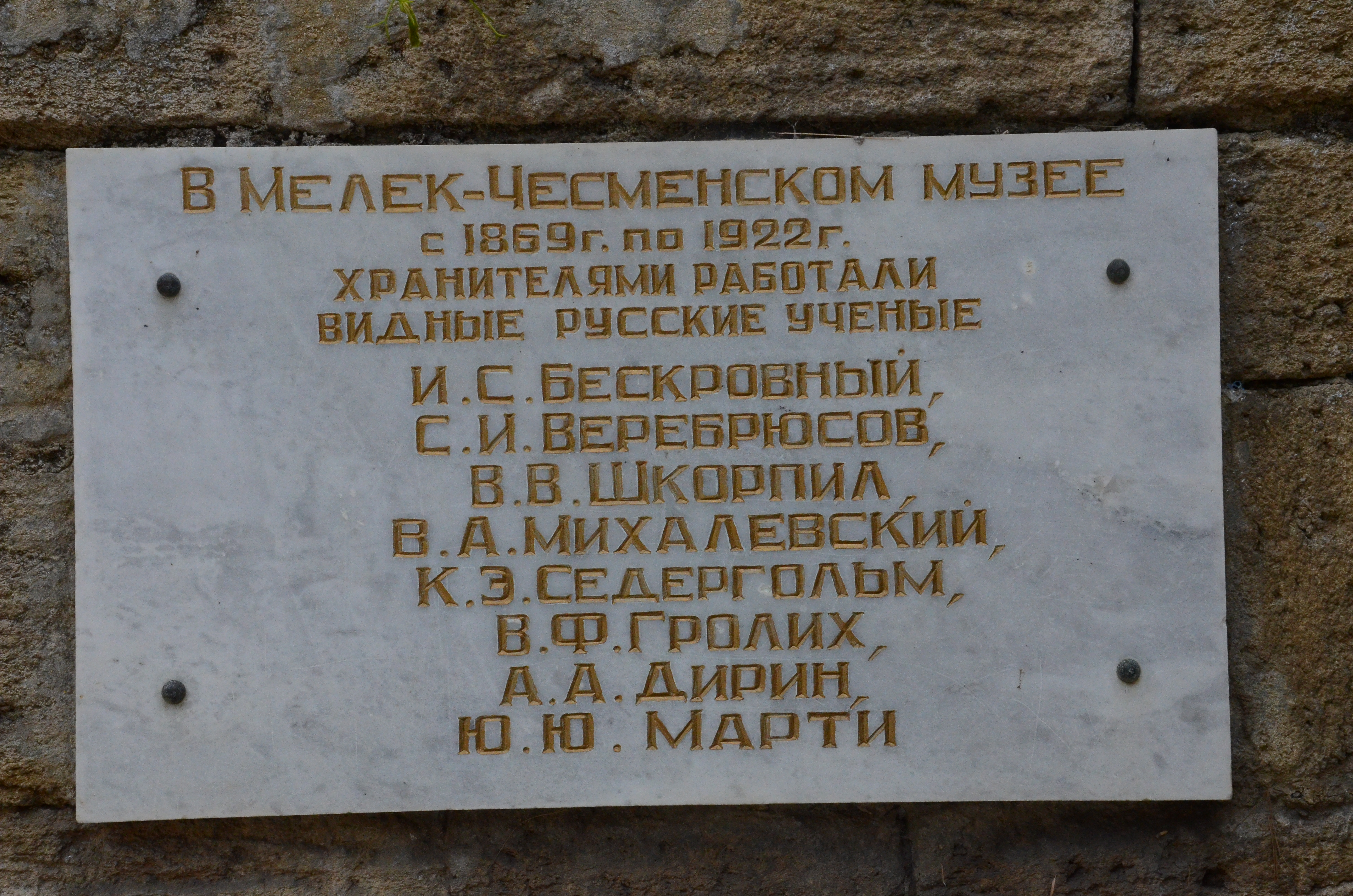
Памятная табличка при входе в Мелек-Чесменский курган

Действительный член Одесского общества истории и древностей, в 1904 году Марти был избран на должность заведующего музеем Мелек-Чесменского кургана. В 1913 издаёт работу «Описание Мелек-Чесменского кургана и его памятников в связи с историей Боспорского царства». В 1918 году от рук расхитителей гробниц погиб В. В. Шкорпил.
В 1920 пострадал от бомбежки красной авиации. По сообщению керченской газеты «Голос жизни»: «Около 8 часов утра сброшенная с советского аэроплана бомба попала в дом Тищенко, в квартиру преподавателя мужской гимназии Ю. Ю. Марти. Пробив крышу, бомба произвела сильные разрушения в двух комнатах. Находившиеся в комнатах 6 человек, ещё спавших, были забросаны штукатуркой, не причинившей им никаких повреждений. Силой взрыва были выбиты все стёкла в близрасположенных квартирах. Другая бомба упала около дома Бенардажи, но взрыва не последовало».
С 21 марта 1921 года после окончательного установления советской власти в Крыму Марти был назначен директором Керченского музея древностей. С 1939 года — заместитель директора музея по науке.
К 100-летию Керченского археологического музея организовал проведение первой конференции археологов СССР. Она открылась 5 сентября 1926 года в Керчи в городском театре. На неё прибыло 140 делегатов из 30 городов страны. Значение конференции было велико для становления советской археологии античного периода и для совершенствования системы охраны памятников.
Во время войны в сентябре 1941 года организовывал эвакуацию и лично с представителем Керченского горкома ВКП(б) Ф. Т. Иваненковой сопровождал музейные фонды. В составе эвакуированных ценностей были и материалы царского готского клада III—V веков из села Марфовка — всего 719 уникальных золотых и серебряных украшений. Несмотря на сильную бомбёжку (борта грузовика были иссечены осколками), удалось переправиться через Керченский пролив, доставить ценности в Краснодар и передать по акту, позднее их эвакуировали в Армавир. 67-летний Ю. Ю. Марти в это время слёг с сердечным приступом. Часть коллекции пропала при бомбёжке. Ценности готского клада с огромным трудом передали в партизанский отряд, который позднее был разгромлен, по результатам расследования 1944 года их следы пропали.
Тяжело болел, работал учителем в сельской школе в Кабардино-Балкарской АССР. Во время оккупации Керчи его зять был назначен немецкими оккупационными властями директором музея, дочь служила у немцев переводчицей. При отступлении немецких войск они ушли на запад, и на Марти легло клеймо родственника предателей. В 1946 году Ю. Ю. Марти направляют на работу в Херсонесский музей, в 1948 году Марти возвращается в родную Керчь в качестве главного хранителя Керченского музея. Он проработал на этой должности до 77 лет, жил в квартире при музее. Умер 1 апреля 1959 года и похоронен в Керчи на городском кладбище.

## Исследования
Под его руководством впервые были предприняты разведки и раскопки окрестных городищ «малых боспорских городов» Киммерика, Китея, Акры, вслед за которыми развернулись успешные археологические исследования по всему Керченскому полуострову и Тамани. Именно в это время проявляется его научный интерес к сельской округе Боспора. Автор более 60 печатных работ по античной истории и археологии, истории науки и музееведению.
В начале 1920-х годов проводил охранные раскопки на улицах Керчи перед новым строительством, были выявлены участки со строительными остатками Пантикапея, открыто около 40 погребений VI—III вв. до н. э. и III—IV вв. н. э. На ул. Театральной было открыто три гробницы византийского периода, а на ул. Карантинной, 86 (ныне ул. Кирова) — двадцать захоронений I—II вв. н. э. Перед строительством Камыш-Бурунского железорудного комбината, которое затронуло античное городище Тиритака и его некрополь, Марти приступил к охранным раскопкам этих памятников. Его работы продолжили ленинградские археологи. Была организована Боспорская археологическая экспедиция, которой руководил В. Ф. Гайдукевич. Археологи провели грандиозные исследования на Тиритаке. Отчеты о раскопках Ю. Ю. Марти были опубликованы вместе с отчетами ленинградских и московских коллег. В течение нескольких предвоенных лет Марти проводил раскопки городища Пантикапей, прерванные войной. К этому времени он уже вышел на пенсию, оставаясь заместителем директора по научной части.

### Работы
- Марти Ю. Ю., Шкорпил В. В. Керамические надписи, хранящиеся в Мелек-Чесменском кургане в г. Керчи. — Одесса, 1910. — 49 с.
- Марти Ю. Ю. Новый эпиграфический материал из Керчи и её окрестностей. — Одесса, 1912. — 14 с.
- Марти Ю. Ю. Описание Мелек-Чесменского кургана и его памятников в связи с историей Боспорского царства. — ООИД. — Одесса, 1913. — 88 с.
- Марти Ю. Ю. Сто лет Керченского музея. — Гос. Керченск. археол. музей. — Керчь: Б. и., 1926. — 96 с.
- Марти Ю. Ю. Путеводитель по керченским древностям. — Гос. Керченск. археол. музей. — Керчь: Б. и., 1926. — 60 с.
- Марти Ю. Ю. Прошлое Керчи (с прил. маршрутов экскурсий) / Н. В. Цапкин, М. М. Эрлих (ред.). — Симферополь: Крым. гос. изд-во, 1932. — 29 с.
- Путеводитель по Керченскому историко-археологическому музею им. А. С. Пушкина / Марти Ю. Ю. (составитель). — Симферополь: Госиздат Крым АССР, 1937. — 63 с.